# Cultura di Fatyanovo-Balanovo

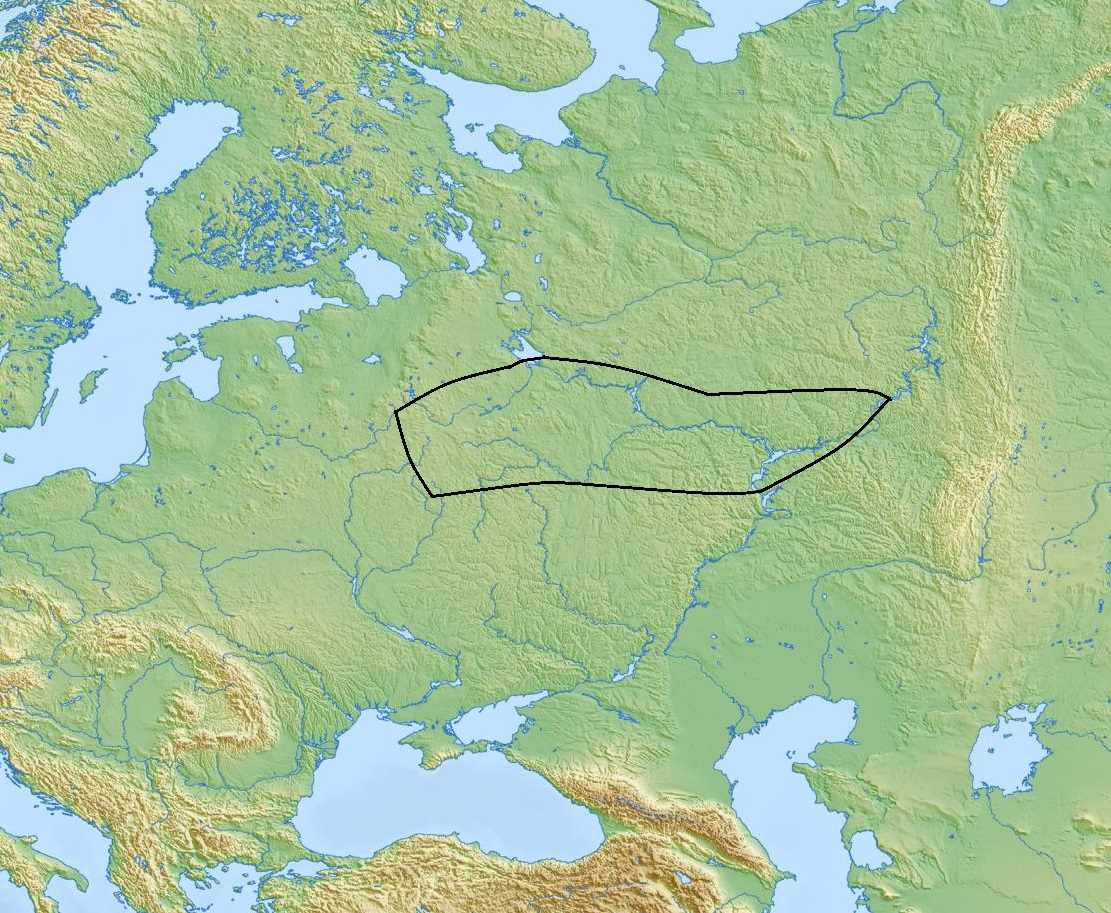
Distribuzione della cultura di Fatyanovo-Balanovo.

La cultura di Fatyanovo–Balanovo (2900-2050 a.C.), rappresenta l'estensione orientale della cultura della ceramica cordata nei territori dell'odierna Russia centrale.

## Distribuzione geografica
Si estendeva dal lago di Pskov ad occidente, al corso del medio-Volga ad oriente, raggiungendo a nord la valle dell'alto-Volga. Questa cultura consiste in realtà in due culture distinte ma imparentate: la cultura di Fatyanovo a ovest e la cultura di Balanovo ad est.
Il territorio della cultura di Fatyanovo corrisponde alle regioni con idronomia di tipo baltico. Diffondendosi ad est nella regione del Volga, le genti Fatyanovo scoprirono i giacimenti di rame degli Urali occidentali e si stanziarono nella regione del basso-Kama.
La cultura di Balanovo occupava le regioni comprese fra gli interfluvi dei fiumi Kama-Vyatka-Vetluga, dove sfruttava gli importanti depositi di rame dell'area.

## Origine

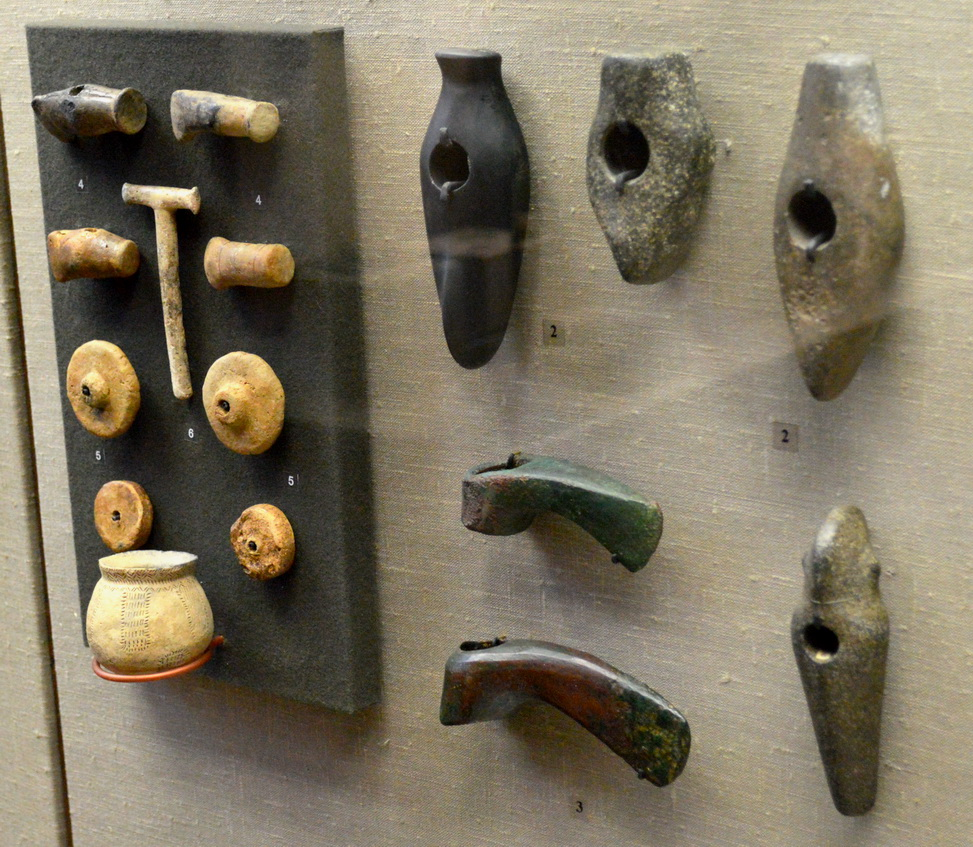
Oggetti della cultura di Fatyanovo–Balanovo tra cui asce in bronzo

La teoria che ipotizza una provenienza dall'esterno della cultura di Fatyanovo-Balanovo, precisamente dall'Europa centro-orientale, è basata sull'analisi antropologica della popolazione, sulla tipologia delle sepolture e sulla presenza di asce e ceramiche. Alcuni sostengono invece che essa rappresenta l'acculturazione delle genti della cultura della ceramica a pettine attraverso dei contatti con le genti della ceramica cordata. Una derivazione dalla più meridionale cultura di Jamna (steppa pontico-caspica) sembra da escludere.
La cultura indigena precedente, detta cultura di Volosovo, differisce in vari aspetti: ceramiche, economia e pratiche mortuarie. Scomparse quando le genti Fatyanovo si spinsero nel suo territorio. Reperti ceramici mostrebbero invece che i Balanovo coesistettero in parte con i Volosovo (come indicato da siti misti Balanovo-Volosovo). Häkkinen sostiene che la lingua dei Volosovo non era né di tipo uralico né di tipo indoeuropeo ma appartenente a uno substrato linguistico ugro-permico.

## Cultura materiale
Le ceramiche Fatyanovo possiedono caratteri misti della cultura della ceramica cordata e delle anfore globulari. Le più tarde ceramiche della cultura di Abashevo mostrano qualche similitudine.

## Insediamenti ed economia
Gli insediamenti sono scarsi e ci sono indizi di fortificazioni. I villaggi erano situati generalmente su delle alture nelle vicinanze dei corsi d'acqua.
L'economia sembra prevalentemente di tipo nomade ma ci sono anche evidenze di un'economia di tipo stanziale. La cultura di Fatyanovo introdusse un'economia basata sull'addomesticamento degli animali nella zona delle foreste russe. I Balanovo possedevano anch'essi animali addomesticati e carri con due ruote.

## Pratiche funerarie

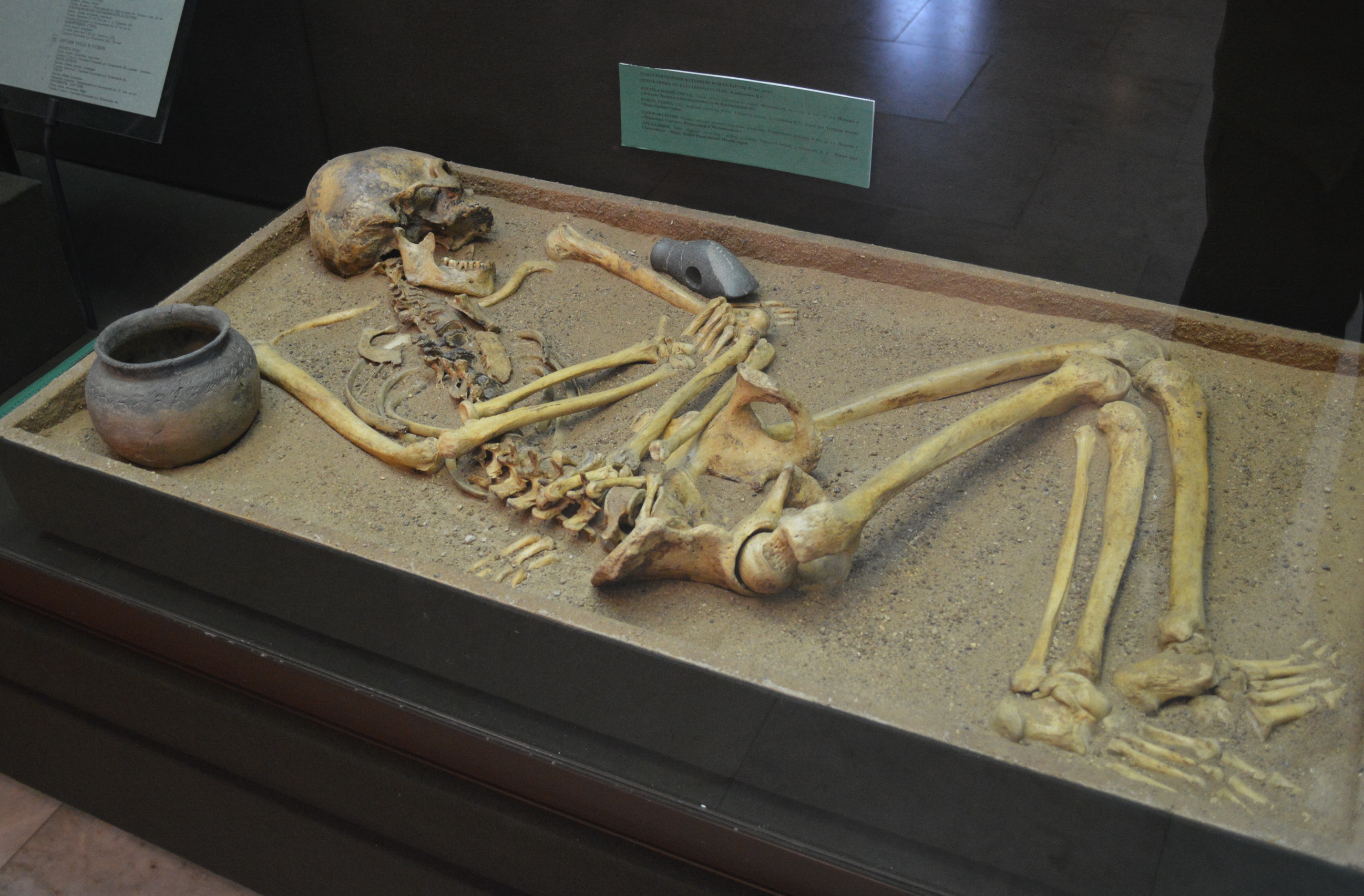
Sepoltura

Come accade spesso con le culture antiche la maggior parte delle conoscenze provengono dalle inumazioni. I defunti venivano avvolti in pelli di animali o corteccia di betulla e sistemati in camere funerarie in legno costruite entro fosse rettangolari nel terreno. Le pratiche funebri sono in accordo con quelle della ceramica cordata: gli uomini sono inumamti rivolti verso destra mentre le donne verso sinistra. La ricchezza dei corredi funerari dipendeva dal sesso, dall'età e dalla posizione sociale del deceduto. Ornamenti e utensili in rame sono stati trovati in sepolture Balanovo, sono stati rinvenuti inoltre oggetti metallici di provenienza mitteleuropea.

## Paleogenetica
Saag et al. (2021) hanno esaminato il DNA antico di 24 individui della cultura Fatyanovo. Erano per lo più di origine steppica con una moderata mescolanza dei primi agricoltori europei (EEF). I Fatyanovo erano più strettamente imparentati con le popolazioni del tardo neolitico e dell'età del bronzo dell'Europa centrale, della Scandinavia e del Baltico orientale, e raggruppabili anche con i moderni europei settentrionali e orientali.
Per quanto riguarda i tratti fenotipici la maggioranza possedeva occhi e capelli scuri e una pelle moderatamente chiara.